# Wolfgang Dierl
Wolfgang Dierl (* 20. Januar 1935 in Kirchschlag (heute Světlík), Tschechoslowakei; † 26. März 1996 in München) war ein deutscher Lepidopterologe und Sachbuchautor. Sein Forschungsschwerpunkt war die Familie der Echten Sackträger (Psychidae).

## Leben
Dierl war der zweite Sohn des Lehrerehepaars Klara und Friedrich Dierl. Bereits als Kind entwickelte er eine Faszination für die Natur. Sein Vater kam während des Zweiten Weltkriegs ums Leben. Die Mutter zog mit den beiden Söhnen zunächst nach Linz, dann nach Schweden und schließlich nach Deutschland. In den Nachkriegsjahren machte Dierl sein Abitur. Nach einem Biologie-Studium an der Eberhard Karls Universität Tübingen wurde er 1962 mit der Dissertation Cytologie, Morphologie und Anatomie der Sackspinner F. casta und crassiorella sowie B. comitella mit Kreuzungsversuchen zur Klärung der Artspezifität promoviert.
1966 wurde Dierl Kurator an der Zoologischen Staatssammlung München. Von 1986 bis 1995 war er als Nachfolger von Walter Forster 1. Vorsitzender der Münchner Entomologischen Gesellschaft. Dierl verfasste 73 Publikationen und Berichte sowie eine Vielzahl monographischer Bearbeitungen. Darunter befinden sich die Erstbeschreibungen zu zahlreichen Taxa, wozu beispielsweise die Gattungen Bivincula, Penicillifera, Vinculinata, Bivinculata, Lindnerica, Bourgognea, Afropsyche, Gnathocinara, Pseudometisa, Triuncina und Altobankesia zählen.
1965 veröffentlichte Dierl mit Othmar Danesch das Buch Schmetterlinge – Tagfalter und 1969 war er am Abschnitt über die Schmetterlinge im zweiten Band von Grzimeks Tierleben beteiligt. 1975 erschien das Buch Schmetterlinge – Unsere Tag- und Nachtfalter nach Farbfotos bestimmen. 1978 veröffentlichte Dierl den BLV Naturführer: Insekten, der im selben Jahr auch auf Englisch unter dem Titel British and European Insects erschien. 1979 gab er eine Neuauflage des Buchs Insecten-Belustigung mit Illustrationen von August Johann Rösel von Rosenhof aus dem 18. Jahrhundert heraus. 1982 erschien in Zusammenarbeit mit Wilhelm Eisenreich Der grosse BLV-Naturführer: Wälder, Wiesen und Felder – Feuchtgebiete, Strand und Küste – Alpen. 1985 übersetzte er das Buch De wonderwereld van de insekten von Martin van der Donk und Teo van Gerwen ins Deutsche und brachte es unter dem Titel Das Kosmosbuch der Insekten: Vielfalt, Anpassung und Lebensweise heraus.
Wolfgang Dierl unternahm drei große Expeditionen nach Nepal, die erste von März bis September 1964, die zweite von Mai bis September 1967 und die dritte von April bis August 1973.
Dierl war zweimal verheiratet, von 1968 bis zum Tod seiner ersten Frau im Jahr 1975 und von 1983 bis zu seinem Tod im Jahr 1996.

## Dedikationsnamen
Nach Wolfgang Dierl sind über 30 Arten, darunter Promalactis dierli, Hypochrosis dierli, Temnora dierli, Pheosiopsis dierli, Mustilizans dierli, Coeliccia dierli, Chorthippus dierli, Archips dierli, Thitarodes dierli, Eupithecia dierli sowie die beiden Gattungen Dierlia und Dierla benannt.